# ГШ-30-2
ГШ-30-2 (Грязева — Шипунова 30 мм, два ствола, індекс ГРАУ — 9-А-623) — авіаційна гармата, призначена для оснащення штурмовиків (Су-25, Су-39) і вертольотів Мі-24П (модифікація «гарматний»).
Гармата розроблена в ВАТ «Конструкторське бюро приладобудування» (м. Тула) під керівництвом В. П. Грязева і А. Г. Шипунова і поступила на озброєння на початку 1980-х років. Виробництвом гармати ГШ-2-30 займається ВАТ «Завод імені Дегтярьова» (м. Ковров). Конструктивно виконана за схемою двоствольної гармати Гаста.
Гармата ГШ-2-30 призначена для знищення відкрито розташованої живої сили противника, для боротьби з легко- і середньоброньованими наземними цілями і для знищення повільних повітряних цілей (зокрема броньованих) на близьких і середніх дистанціях.

## Опис
До початку 1980-х років за наполяганням Управління озброєнь Міністерства оборони СРСР з метою уніфікації був прийнятий єдиний для ВПС, ВМФ і армії калібр артилерійських систем 30 мм. До цього часу на основі відпрацьованої конструкції П11-23 в Конструкторському бюро приладобудування (КБП) була створена двоствольна авіаційна гармата ГШ-2-30 (ГШ-30, ГШ-302), що зберегла основні конструктивні рішення і принцип роботи автоматики попередньої системи. Робота над її прототипом АГ-10 почалася в НДІ-61 В. Д. Кузнєцовим ще в 1956 році. Надалі гармату переробили в зенітний автомат АГ-17 із рідинним охолодженням стволів, і лише описавши «повне коло», двостволка знову пройшла відпрацювання в авіаційному варіанті. Цим напрямком в КБП займалася конструкторська група В. П. Карасьова.
Конструктивно ГШ-2-30 виконана за схемою двоствольної гармати Гаста. Як і ГШ-23, гармата ГШ-2-30 використовує газовідвідний привід автоматики, має два затвора і два повзуна, що працюють при стрільбі в протифазі, коли накат одного з подачею і замиканням патрона супроводжується відкотом іншого, відмиканням ствола і витяганням гільзи. Для перезарядки при осічках і відмовах на гарматах ранніх випусків використовувався механізм з додатковим запалом (по одному на кожен ствол). При відмові стрільби запал сталевим бойком пробивав гільзу і факелом полум'я здійснював підпалювання порохового заряду осічного патрона. Однак така система не гарантувала надійного спрацьовування у всіх можливих випадках, до того ж пристрій був досить складним. На гарматах випуску після 1985 року повернулися до перевіреної системи перезарядки за допомогою піропатрона ППЛ, що виступав резервним джерелом енергії. Піропатрон (один на обидва стволи) при спрацьовуванні свого порохового заряду подає гази з тиском порядку декількох десятків атмосфер в механізм перезарядки, викидаючи осічний патрон з гармати.
У 1978 році гармата ГШ-2-30 була прийнята на озброєння штурмовика Су-25 у вбудованій гарматній установці ВПУ-17А. З появою ГШ-2-30 було досягнуто значне посилення вогневої потужності: невелике зниження швидкострільності (3000 проти 3200 постр./хв у ГШ-23) з лишком окупалося збільшенням початкової швидкості й маси снаряда, що дозволило в 2,2 рази підняти масу секундного залпу.
У варіанті ГШ-2-30К гармата з 1981 року встановлювалася в нерухомій установці на вертольоті Мі—24П. Змонтована на боці фюзеляжу гармата відрізнялася подовженими на 900 мм стволами (з 1500 до 2400 мм), як з метою поліпшення балістики, так і з міркувань компоновки — для відводу ударної дульної хвилі вперед, подалі від борта вертольота. Підвищена балістика ГШ—2—З0К диктувалася істотно меншою польотною швидкістю вертольотів, через що сумарна швидкість снарядів при стрільбі (а, відповідно, точність і бронепробиття) виявлялася на 20—25 % нижче, ніж у гармат літаків—штурмовиків. Подовження стволів дозволило поліпшити характеристики точності, купчастість вогню і пробивну дію снарядів, початкова швидкість яких зросла майже на 10 % (940 м/с проти 870 м/с у прототипу). Оскільки зросла і віддача, в управління вогнем ввели два режими стрільби: з високим темпом — 2000—2600 постр./хв і малим темпом — 300—400 постр./хв, кращим за точністю (вертоліт при цьому менше веде за курсом і тангажем через вплив віддачі). У разі закінчення боєприпасів Мі-24П може здійснити посадку і перезарядити гармату новим боєкомплектом, який знаходиться в десантній кабіні.
Стволи ГШ-2-30К мають полум'ягасники, які зменшують вплив тиску дульних газів на борт машини. Гармата отримала також систему рідинного охолодження, у яку заливається звичайна вода, а взимку — спиртовий розчин 40-відсоткової концентрації з додаванням гліцерину. Завдяки охолоджувальній системі підвищилася живучість стволів, і гармата отримала можливість ведення вогню тривалими чергами з відстрілом всього боєкомплекту. У варіанті 9А623К2 системою охолодження оснащувалася і гармата Су-25.
ГШ-2-30 виявилася цілком надійною артилерійською системою, хоча до її недоліків відносили недостатню вагову збалансованість, яка вимагала додаткового підвищення жорсткості блоку стволів. Крім того, розміщення гармати на штурмовику СУ-25 виявилося не найвдалішим: на відміну від більшості машин, де зброя знаходиться поблизу центру тяжіння, гарматна установка Су-25 разом із боєкомплектом була встановлена в носовій частині фюзеляжу, і в міру витрати боєкомплекту вагою майже у чверть тонни при стрільбі центрування неабияк порушувалося (для Су-25 з його прямим крилом досить великого подовження і порівняно невеликим діапазоном експлуатаційних центровок це зміщення носило відчутний характер, вимагаючи втручання льотчика для перебалансування). У модифікації штурмовика Су-25Т гармату винесли під фюзеляж, ближче до середньої частини, в нерухому установку НГТУ-17, щоб зробити зручнішим доступ при обслуговуванні та знизити вплив струсів при стрільбі на роботу бортового оптико-електронного комплексу.
Бойове застосування в Афганістані штурмовиків Су-25 і вертольотів вогневої підтримки Мі-24П, озброєних гарматою ГШ-2-30, підтвердило високу ефективність цієї артилерійської системи.

## Боєприпаси
Гармата може вести вогонь наступними типами боєприпасів:
- ОФЗ-30 — Осколково-фугасний запалювальний снаряд;
- ОФЗТ-30 — Осколково-фугасний запалювальний трасуючий снаряд;
- БР-30 — Бронебійно-розривний снаряд;
- МЕ-30 — Багатоелементний снаряд.

## Модифікації
- ГШ-2-30 (9-А-623)
- ГШ-2-30К (9-А-623К)
- ГШ-2-30К2 (9-А-623К2)
- ГШ-2-30В